# (4970) Druyan
(4970) Druyan est un astéroïde de la ceinture principale.

## Description
(4970) Druyan est un astéroïde de la ceinture principale. Il fut découvert le 12 novembre 1988 à l'observatoire Palomar par Eleanor Francis Helin. Il présente une orbite caractérisée par un demi-grand axe de 2,40 UA, une excentricité de 0,14 et une inclinaison de 7,2° par rapport à l'écliptique.

## Compléments